# Stanhopea florida
Stanhopea florida là một loài lan có mặt từ Ecuador to Peru.